# 気球チャート
気球チャート（ききゅうチャート）とは自動視力測定器（オートレフケラトメーターほか）で使われる画像であり、眼科医療機器メーカーニデックの著作物である。この画像は、一本道の先に気球が描かれているものであり、気球の絵をぼやけさせたり明確にしている間に目の屈折度などを自動で測定している。

## 歴史
気球チャートが導入される前の自動視力測定器では、緑色の背景にアスタリスクが浮かぶだけの画面構成だったが、これでは目が落ち着かないとの指摘があった。視力検査においては目がリラックスしている必要があったため別の画像を使う必要があった。
1990年、アメリカのアリゾナ州にあるモニュメントバレーの写真に、気球のイラストを合成したものが採用され、「気球チャート」と名付けられた。

## 受容
ニデックの自動視力測定器は世界100か国以上に輸出されている一方、マグカップや目のサプリメント、さらには日本国外のロックバンドのアイコンなど無断使用も頻発しており、ニデックは公式SNSアカウントにて注意喚起をしている。
一方、「気球チャート」の縁で、ニデックは2014年から熱気球の選手とスポンサー契約を締結しており、虹をあしらった熱気球「プリズム号」を提供している。